# Molde flygplats, Årø
Molde flygplats, Årø (bokmål: Molde lufthavn, Årø, nynorska: Molde lufthamn, Årø) (IATA: MOL, ICAO: ENML) är en internationell flygplats som betjänar staden Molde i Norge. Det ligger på stranden av Moldefjorden vid Årø, 5,6 kilometer öster om stadens centrum. Flygplatsens upptagningsområde omfattar stadsdelen Romsdal.
Flygplatsen har en bana som mäter 2 220 gånger 45 meter i linje 25/07. Flygplatsen ägs och drivs av det statligt ägda Avinor och betjänade 481 406 passagerare 2014. Reguljärtrafik tillhandahålls inrikes till Oslo av Scandinavian Airlines och Norwegian Air Shuttle, och till Bergen, Stord och Trondheim av Widerøe.
Förslag om en flygplats i Molde diskuterades från 1940, men grannstäderna Ålesund och Kristiansund prioriterades i slutändan. Bygget påbörjades 1969 och flygplatsen öppnade den 5 april 1972. Schemalagda tjänster beviljades Braathens SAFE, som på olika sätt drev Fokker F-27 och Fokker F-28, senare även med större Boeing 737. Regeringen tog över driften från 1978. Ny- eller utbyggnad av terminalerna har skett fyra gånger, 1982, 1993, 2008 och 2012. Charterflyg har erbjudits sedan 2004.

## Flygbolag och destinationer
Den mest trafikerade rutten ut från Molde är tjänster till Oslo, som flygs av både Scandinavian Airlines och Norwegian Air Shuttle, båda med tre dagliga tur- och returresor med Boeing 737. Det regionala flygbolaget Widerøe flyger flera dagliga resor till Trondheim och Bergen med Bombardier Dash 8s.Molde är den flygplats som hanterar den fjärde största inrikesposten i landet.
| Flygbolag             | Destinationer                                        |
| --------------------- | ---------------------------------------------------- |
| Norwegian Air Shuttle | Oslo                                                 |
| Scandinavian Airlines | Oslo (slutar 31 januari 2024) Säsong charter: Chania |
| Sunclass Airlines     | Säsong charter: Gran Canaria, Rhodes                 |
| Widerøe               | Bergen                                               |